# گارنیک بادالیان
گارنیک بادالیان (ارمنی: Գառնիկ Բադալյան؛ زاده ۱۹۵۸ - درگذشته ۱۲ ژوئن ۲۰۱۹) دیپلمات، ایرانشناس، نویسنده ارمنستانی و مؤلف پنج کتاب و ۲۰۰ مقاله درخصوص روابط دوجانبه ایران و ارمنستان بود و همچنین به زبان‌های ارمنی، روسی و انگلیسی تسلط داشت. بادالیان در تاریخ ۲۲ خرداد ۱۳۹۸، در آخرین سمتش به عنوان سفیر ارمنستان در ترکمنستان، تاجیکستان و افغانستان در کشور ترکمنستان درگذشت.